# وست ملبورن (فلوریدا)
وست ملبورن (به انگلیسی: West Melbourne) شهری در شهرستان بریوارد ایالت فلوریدا است که در سال ۱۹۵۹ بنیان‌گذاری شده‌است. این شهر طبق سرشماری سال ۲۰۱۰ میلادی، ۱۸٬۳۵۵ نفر جمعیت داشته و مساحت آن نیز ۲۰٫۳ کیلومتر مربع است.